# Psednos andriashevi
Psednos andriashevi är en fiskart som beskrevs av Chernova 2001. Psednos andriashevi ingår i släktet Psednos och familjen Liparidae. IUCN kategoriserar arten globalt som otillräckligt studerad. Inga underarter finns listade i Catalogue of Life.